# جه‌گی‌چاگی
جِه‌گی‌چاگی (کره‌ای: 제기차기) یک بازی سنتی کره‌ای است که در فضای باز انجام می‌شود. در این بازی، بازیکنان یک جِه‌گی کاغذی را به هوا می‌زنند و سعی می‌کنند آن را در هوا نگه دارند. جِه‌گی شبیه به توپ بدمینتون است و از کاغذی ساخته می‌شود که دور یک سکه کوچک پیچیده شده است.
در کره، کودکان معمولاً در فصل زمستان، به‌ویژه در ایام سال نو کره‌ای، به تنهایی یا با دوستانشان بازی می‌کنند. قوانین بازی به این صورت است که بازیکن باید یک جِه‌گی را به هوا بزند و همچنان آن را با پا می‌زند تا از افتادن آن به زمین جلوگیری کند. در بازی‌های دو نفره، بازیکنی که بیشترین ضربات متوالی را بزند برنده می‌شود. در یک بازی گروهی، بازیکنان در دایره ایستاده‌اند و به نوبت تلاش می‌کنند جِه‌گی را با پا بزنند. بازیکنانی که نتوانند جِه‌گی را به درستی بزنند و آن به زمین بیفتد، بازنده می‌شوند. به عنوان جریمه، بازنده جه‌گی را به سمت برنده پرتاب می‌کند تا او بتواند آن را به دلخواه خود بزند. زمانی که بازنده جه‌گی را با دست بگیرد، جریمه تمام شده و او می‌تواند دوباره به بازی بپیوندد. این بازی تکامل یافته است و مردم دو یا سه ماده مختلف را با هم ترکیب کرده‌اند و روش‌های جدیدی برای بازی جه‌گی‌چاگی ساخته‌اند. اگرچه این بازی به‌طور سنتی بیشتر در زمستان انجام می‌شد، اما حالا به یک بازی برای تمام سال تبدیل شده است.

## ساختار

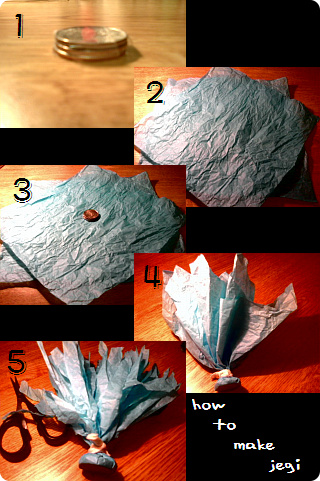
ساخت جه‌گی با استفاده از سکه، کاغذ و کش پلاستیکی

به‌طور سنتی، یک جِه‌گی با استفاده از یک سکه با سوراخ وسط و یک ورق کاغذ هانجی ساخته می‌شود. کاغذ از وسط تا می‌شود و سکه در وسط آن قرار می‌گیرد. سپس کاغذ چندین بار دیگر تا می‌شود به طوری که سکه هنوز داخل کاغذ باقی بماند. پس از آن، از یک شیء تیز برای سوراخ کردن کاغذ استفاده می‌شود، به طوری که سوراخ از وسط کاغذ عبور کرده و از سوراخ سکه نیز می‌گذرد.
روش ساده‌تر این است که یک یا دو یا سه سکه را در مرکز یک مربع ۲۵ سانتی‌متری از کیسه پلاستیکی یا کاغذ بسته‌بندی قرار داده، سپس کاغذ یا کیسه را دور سکه‌ها جمع کرده و آن‌ها را با نخ یا کش محکم کنید. در نهایت، بخش آزاد کیسه یا کاغذ را به رشته‌های نازک برش می‌زنیم.
مهم‌ترین عامل در خوب بودن جه‌گی، وزن آن است که باید حدود ۱۰ گرم (۰٫۳۵ اونس) باشد. اگر جه‌گی خیلی سبک باشد، کنترل آن سخت می‌شود چون قبل از اینکه ضربه بعدی را بزنید، به زمین می‌افتد. اما اگر خیلی سنگین باشد، ضربه زدن به آن دشوار خواهد بود.

## گیم‌پلی
بازیکنان با استفاده از قسمت داخلی پا، جِه‌گی را به هوا پرتاب می‌کنند. بازیکنی برندهٔ بازی است که بیشترین تعداد ضربه را به جه‌گی بزند بدون اینکه آن را به زمین بیندازد.
روش‌های دیگری برای بازی کردن عبارتند از:
هول‌لِنگ‌یی (헐랭이)
در این روش، از قسمت داخلی پا برای ضربه زدن به جه‌گی استفاده می‌شود، در حالی که پای دیگر برای حفظ تعادل بدن به کار می‌رود. پای استفاده شده برای ضربه باید در هوا بماند و به زمین برخورد نکند.
تانگ‌گانگ‌آجی (땅강아지)
این روش مشابه شماره ۱ است، با این تفاوت که هر بار قبل از ضربهٔ دوباره، پا به زمین‌می‌خورد.
پای چپ-راست (우지좌지)
مشابه شماره ۲ است، با این تفاوت که هر دو پا به‌طور متناوب برای ضربه زدن به جه‌گی استفاده می‌شوند، به طوری که یا سطح داخلی هر دو پا یا یکی داخلی و دیگری خارجی به جه‌گی ضربه می‌زنند.
آپ‌چاگی (앞차기)
استفاده از بالای پا برای ضربه زدن به جه‌گی.
دیت‌بال‌چاگی (뒷발차기)
استفاده از لبه بیرونی یا قسمت کناری بالای پا برای ضربه زدن به جه‌گی.
کی‌جی‌گی (키지기)
هر بار که جه‌گی زده می‌شود، باید از قد خود فرد بالاتر باشد.
مول‌جی‌گی (물지기)
در این روش، فرد به‌طور مداوم جه‌گی را لگد می‌زند و با دهان آن را می‌گیرد.
یک روش برای تمرین جه‌گی‌چاگی این است که از جه‌گی بسته‌شده استفاده شود، به این صورت که یک رشته نخ جه‌گی را به یک نقطه ثابت وصل می‌کند به‌طوری که در هوا آویزان بماند. بدین ترتیب، بازیکن می‌تواند بدون نیاز به برداشتن دوبارهٔ جه‌گی هر بار که به زمین می‌افتد، به ضربه زدن ادامه دهد.
مبتدی‌ها عادت دارند که هنگام ضربه زدن به جه‌گی، دست خود را به سمت جلو ببرند و فکر می‌کنند این کار به تعادل بدن کمک می‌کند. اما این‌طور نیست. وقتی با پای راست ضربه می‌زنید، بهتر است دست راست خود را در ناحیه پهلو نگه دارید.